# Jan and Dean
Jan Berry (* 3. April 1941 in Los Angeles, Kalifornien; † 26. März 2004) und Dean Torrence (* 10. März 1940 in Los Angeles, Kalifornien) waren ein ab den späten 1950er Jahren populäres US-amerikanisches Surfmusik-Duo.

## Geschichte

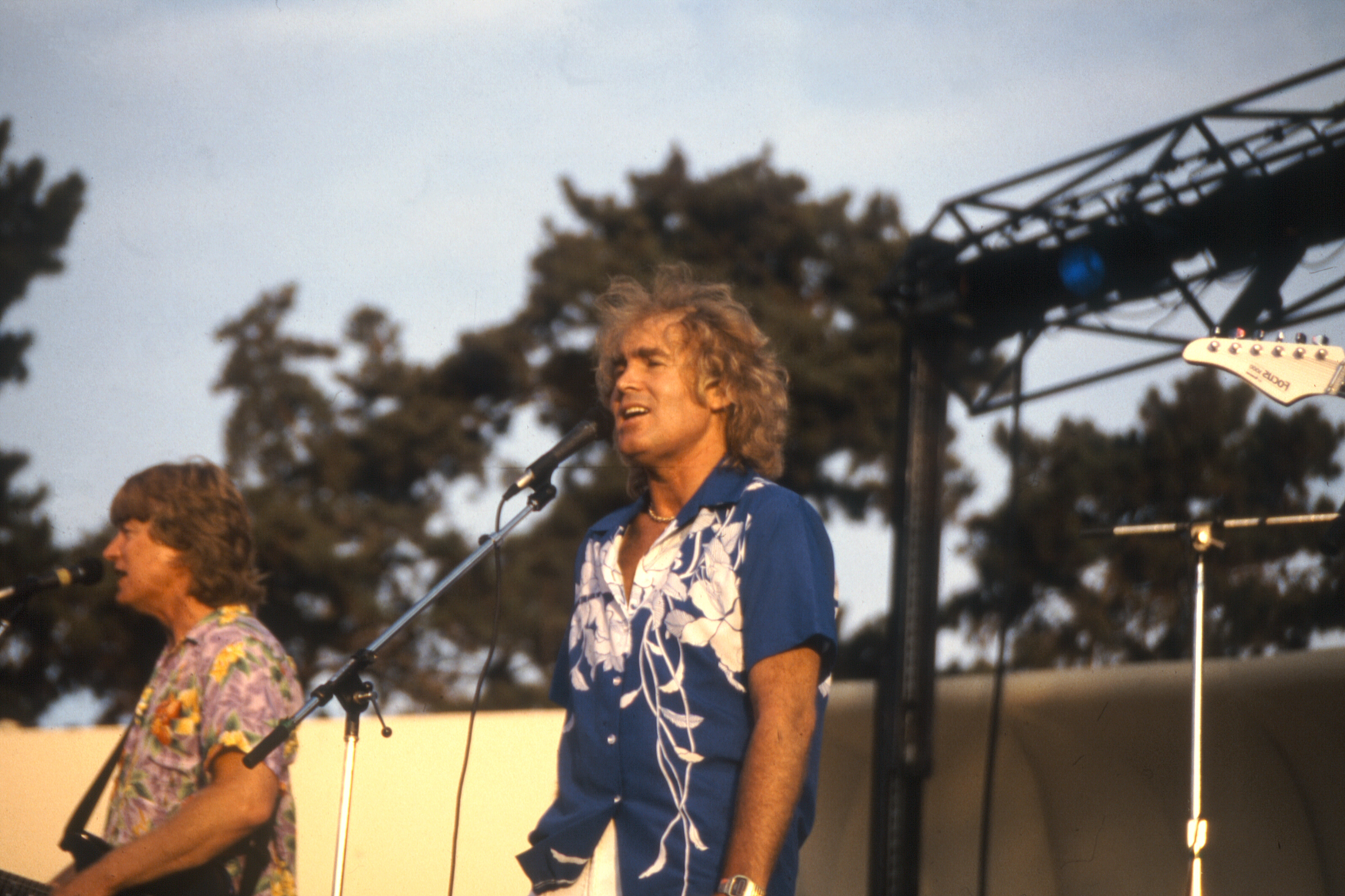
Jan and Dean auf der Orange County Fair 1985

Als Studenten begannen die beiden mit Freunden unter dem Namen The Barons aufzutreten. Jan Berry hatte zusammen mit Arnie Ginsburg 1958 als „Jan & Arnie“ mit Jennie Lee einen Hit, während Dean Torrence seinen Militärdienst ableistete.
Im Jahr 1959 hatten Jan and Dean mit Baby Talk ihren ersten Hit – es sollten etliche weitere folgen. Berry schrieb und produzierte zahlreiche Songs sowohl für Jan and Dean als auch für andere Interpreten. Die größten Erfolge hatte das Duo, als Jan Berry mit Brian Wilson von den Beach Boys zusammenarbeitete. Daraus entstanden Lieder wie der von Jan Berry und Brian Wilson komponierte Nr.-1-Hit Surf City, aber auch eine Vielzahl anderer Chartnotierungen (Dead Man’s Curve, Sidewalk Surfin’ und andere) sowie zahlreiche Alben für Liberty Records.
1964 traten Jan and Dean zusammen mit den Rolling Stones, Chuck Berry, Gerry & the Pacemakers, James Brown, Billy J. Kramer & the Dakotas, Marvin Gaye, den Supremes, Lesley Gore, Smokey Robinson & The Miracles und den Beach Boys mit The T.A.M.I. Show Theme und Sidewalk Surfin’ bei einem Konzert in Santa Monica auf, das als Film T.A.M.I. Show (moderiert von Jan and Dean) aufgezeichnet wurde.
Am 12. April 1966 hatte Jan Berry einen Autounfall, bei dem er schwere Kopfverletzungen erlitt; in gewisser Weise holte ihn so die Wirklichkeit aus ihrem 1964er-Hit Dead Man’s Curve ein. In der Zwischenzeit hatte Dean Torrence das Konzeptalbum Save for a Rainy Day aufgenommen und hatte sich mit weiteren Arbeiten über Wasser gehalten, wie etwa als Studiomusiker und als Grafikdesigner für Plattenhüllen. Das Album kam zunächst auf Jan & Deans eigenem Plattenlabel heraus und sollte 1966 auf Columbia Records erscheinen. Die internationale Produktion lief an, geringe Stückzahlen der Columbia-LP sind bisher für Japan und Großbritannien belegt. In den USA ist das Album mit der schon vergebenen Bestellnummer Columbia 9461 vor der Veröffentlichung zurückgezogen worden. Columbia entschied sich letztendlich nur für die Veröffentlichung der Single Yellow Balloon. Das Album wurde mit zahlreichen Bonusmaterial als Doppel-LP in erweiterter Form vom kalifornischen Plattenlabel Sundazed erst Ende der 1990er-Jahre wieder herausgebracht. Nach seiner Genesung arbeitete Jan Berry mit Dean Torrence an einem interessanten, bis heute nicht offiziell veröffentlichten, weiteren Konzeptalbum Carnival of Sound für Warner Bros., von dem 1967 allerdings ebenso nur eine Single Only A Boy und zwei weitere Promotions-Singles von der Firma veröffentlicht wurden. Erst 1978 traten Jan and Dean wieder zusammen auf. Auch hier kam es zu einer Zusammenarbeit mit Jan & Deans „großen Brüdern“, den Beach Boys, die das Duo als Vorgruppe in ihre Tournee integrierte.
1991 heiratete Berry in Las Vegas Gertie Filip, Torrence war sein Trauzeuge. Die gemeinsame Karriere von Jan and Dean endete mit Berrys Tod im März 2004.

## Diskografie

### Alben
| Jahr | Titel                                     | Höchstplatzierung, Gesamtwochen, AuszeichnungChartplatzierungen (Jahr, Titel, Platzierungen, Wochen, Auszeichnungen, Anmerkungen) | Höchstplatzierung, Gesamtwochen, AuszeichnungChartplatzierungen (Jahr, Titel, Platzierungen, Wochen, Auszeichnungen, Anmerkungen) | Anmerkungen |
| Jahr | Titel                                     | UK | US | Anmerkungen |
| ---- | ----------------------------------------- | --- | --- | ----------- |
| 1963 | Jan & Dean Take Linda Surfin’             | — | US71 (10 Wo.)US |             |
| 1963 | Surf City (and Other Swingin’ Cities)     | — | US32 (21 Wo.)US |             |
| 1963 | Drag City                                 | — | US22 (14 Wo.)US |             |
| 1964 | Dead Man’s Curve / The New Girl In School | — | US80 (21 Wo.)US |             |
| 1964 | Ride the Wild Surf                        | — | US66 (19 Wo.)US |             |
| 1964 | The Little Old Lady from Pasadena         | — | US40 (20 Wo.)US |             |
| 1965 | Command Performance / Live in Person      | — | US33 (16 Wo.)US |             |
| 1965 | Jan & Dean Golden Hits Volume 2           | — | US107 (6 Wo.)US |             |
| 1965 | Folk ’N Roll                              | — | US145 (3 Wo.)US |             |
| 1966 | Filet of Soul: A "Live" One               | — | US127 (5 Wo.)US |             |
| 1980 | The Jan and Dean Story                    | UK67 (2 Wo.)UK | — |             |

Weitere Alben
- 1960: The Jan & Dean Sound
- 1962: Jan & Dean’s Golden Hits
- 1965: Jan & Dean’s Pop Symphony No. 1 (in 12 Hit Movements)
- 1966: Jan & Dean Meet Batman
- 1966: Popsicle
- 1966: Jan & Dean Golden Hits, Volume Three
- 1971: Jan & Dean Anthology Album
- 1974: Gotta Take That One Last Ride
- 1982: One Summer Night/Live
- 1985: Silver Summer
- 1986: Port to Paradise
- 1996: Save for a Rainy Day
- 2001: Live In Concert: Surf City
- 2010: Carnival of Sound
- 2017: Filet Of Soul Redux: The Rejected Master Recordings

### Singles
| Jahr | Titel Album                                                                                         | Höchstplatzierung, Gesamtwochen, AuszeichnungChartplatzierungen (Jahr, Titel, Album, Platzierungen, Wochen, Auszeichnungen, Anmerkungen) | Höchstplatzierung, Gesamtwochen, AuszeichnungChartplatzierungen (Jahr, Titel, Album, Platzierungen, Wochen, Auszeichnungen, Anmerkungen) | Höchstplatzierung, Gesamtwochen, AuszeichnungChartplatzierungen (Jahr, Titel, Album, Platzierungen, Wochen, Auszeichnungen, Anmerkungen) | Anmerkungen |
| Jahr | Titel Album                                                                                         | DE | UK | US | Anmerkungen |
| ---- | --------------------------------------------------------------------------------------------------- | --- | --- | --- | ----------- |
| 1959 | Baby Talk Jan & Dean                                                                                | — | — | US10 (12 Wo.)US |             |
| 1959 | There’s A Girl –                                                                                    | — | — | US97 (3 Wo.)US |             |
| 1960 | Clementine Jan & Dean                                                                               | — | — | US65 (6 Wo.)US |             |
| 1960 | We Go Together Jan & Dean’s Golden Hits                                                             | — | — | US53 (7 Wo.)US |             |
| 1960 | Gee –                                                                                               | — | — | US81 (5 Wo.)US |             |
| 1961 | Heart and Soul Jan & Dean’s Golden Hits                                                             | — | UK24 (8 Wo.)UK | US25 (7 Wo.)US |             |
| 1962 | A Sunday Kind Of Love Jan & Dean’s Golden Hits                                                      | — | — | US95 (1 Wo.)US |             |
| 1962 | Tennessee Jan & Dean’s Golden Hits                                                                  | — | — | US69 (7 Wo.)US |             |
| 1963 | Linda Jan & Dean Take Linda Surfin’                                                                 | — | — | US28 (13 Wo.)US |             |
| 1963 | Surf City Surf City and Other Swingin’ Cities                                                       | DE45 (12 Wo.)DE | UK26 (10 Wo.)UK | US1 (13 Wo.)US |             |
| 1963 | Honolulu Lulu Surf City and Other Swingin’ Cities                                                   | — | — | US11 (10 Wo.)US |             |
| 1963 | Drag City                                                                                           | — | — | US10 (11 Wo.)US |             |
| 1964 | Dead Man’s Curve Dead Man’s Curve/The New Girl In School                                            | — | — | US8 (14 Wo.)US |             |
| 1964 | The New Girl In School Dead Man’s Curve/The New Girl In School                                      | — | — | US37 (8 Wo.)US |             |
| 1964 | The Little Old Lady (From Pasadena) The Little Old Lady From Pasadena                               | — | — | US3 (11 Wo.)US |             |
| 1964 | Ride The Wild Surf                                                                                  | — | — | US16 (8 Wo.)US |             |
| 1964 | The Anaheim, Azusa & Cucamonga Sewing Circle, Book Review And Timing Association Ride The Wild Surf | — | — | US77 (3 Wo.)US |             |
| 1964 | Sidewalk Surfin’ Ride The Wild Surf                                                                 | — | — | US25 (8 Wo.)US |             |
| 1965 | (Here They Come) From All Over The World Command Performance/Live In Person                         | — | — | US56 (5 Wo.)US |             |
| 1965 | You Really Know How To Hurt A Guy Jan & Dean Golden Hits, Volume 2                                  | — | — | US27 (9 Wo.)US |             |
| 1965 | I Found A Girl Folk ’N Roll                                                                         | — | — | US30 (7 Wo.)US |             |
| 1966 | Batman Jan & Dean Meet Batman                                                                       | — | — | US66 (5 Wo.)US |             |
| 1966 | Popsicle                                                                                            | — | — | US21 (9 Wo.)US |             |
| 1966 | Fiddle Around –                                                                                     | — | — | US93 (4 Wo.)US |             |

## Filmografie
- T.A.M.I. Show, Regie: Steve Binder, USA 1964 (Präsentation, Moderation und Gesang).